# Reino da Lusitânia Setentrional
O Reino da Lusitânia Setentrional (em francês:  Royaumme de la Lusitanie Septentrionale) foi um reino proposto por Napoleão, para o rei da Etrúria, Luís II, de acordo com o Tratado de Fontainebleau (1807).

## Antecedentes
O Reino da Etrúria, criado por Napoleão I em 1801, nos territórios ocupados pelo extinto Grão-Ducado da Toscana, fora atribuído a Luís de Bourbon. Ao pretender atribuir a Etrúria à sua irmã Elisa Bonaparte, Napoleão quis compensar os Bourbons que reinavam na Etrúria com um novo estado, a Lusitânia Setentrional, que corresponderia à província de Entre Douro e Minho, no noroeste de Portugal.

## O tratado de Fontainebleau (1807)
Em 27 de outubro de 1807, França e Espanha celebram o tratado secreto de Fontainebleau, onde era definido a invasão de Portugal, dada a resistência do país em aderir ao Bloqueio Continental. Ali era proposto a repartição deste reino em em três estados:
- o Reino da Lusitânia Setentrional (no noroeste de Portugal, entre os rios Douro e Minho, incluindo as cidades de Porto e Braga) cujo nome tinha como referência a antiga Província romana da Lusitânia;
- Portugal (reduzido às províncias de Trás-os-Montes, Beira e Estremadura, incluindo a capital, a cidade de Lisboa) que ficaria sob ocupação directa dos exércitos francesas e cujo destino seria posteriormente decidido;
- o Principado dos Algarves (correspondendo ao sul de Portugal, incluindo as regiões do Algarve e do Alentejo) que seria governado pelo chefe do governo espanhol, Manuel de Godoy, assim recompensado por defender a aliança Franco-Espanhola.

Dada que as três tentativas de Invasão Francesa nunca resultaram numa efectiva ocupação do território português, o tratado nunca foi implementado, e o do Reino da Lusitânia Setentrional nunca foi efectivamente constituído.